# Percina nasuta
Percina nasuta és una espècie de peix de la família dels pèrcids i de l'ordre dels perciformes.

## Morfologia
Els mascles poden assolir els 11 cm de longitud total.

## Hàbitat
És un peix d'aigua dolça, bentopelàgic i de clima temperat (38°N-34°N).

## Distribució geogràfica
Es troba a Nord-amèrica: Missouri, Arkansas i Oklahoma.